# پرم (باواریا)
پرم (باواریا) (به آلمانی: Prem, Bavaria) یک شهر در آلمان است که در بایرن واقع شده‌است.

## خصوصیات
پرم ۱۵٫۹۱ کیلومترمربع مساحت دارد ۷۳۳-۸۵۹ متر بالاتر از سطح دریا واقع شده‌است.